# Requiescat in pace
Requiescat in pace (flertal: requiescant in pace) er en latinsk vending, der betyder hvil i fred. Vendingen kendes i forkortet form fra gravsten: R.I.P.
Requiescat in pace hedder på engelsk "Rest in peace" og på italiensk "Riposi in pace". 